# کریگ مولر
کریگ مولر (انگلیسی: Craig Muller؛ زادهٔ ۷ ژوئن ۱۹۶۱) قایقران روئینگ اهل استرالیا است.